# 巴比尼奇
51°10′21″N 28°58′41″E / 51.17250°N 28.97806°E
巴比尼奇（烏克蘭語：Бабиничі），是烏克蘭北部的村莊，隸屬日托米爾州的科羅斯滕區。該村面積0.59平方公里，海拔高度132米，2001年人口127，人口密度每平方公里214.53人。